# USS Richard M. McCool Jr. (LPD-29)
«Річард М.МакКул мол.»  (англ. USS Richard M. McCool Jr. (LPD-29)) — десантний транспортний корабель-док ВМС США типу «Сан-Антоніо».

## Історія створення
Корабель був замовлений 23 лютого 2018 року суднобудівній компанії Ingalls Shipbuilding. Закладений 12 квітня 2019 року. Спуск на воду відбувся 5 січня 2022 року.
7 вересня 2024 року на базі військово-морської авіації Пенсакола прийнято до складу ВМФ США.
Свою назву корабель отримав на честь морського офіцера Річарда Майлза МакКула (англ. Richard Miles McCool), нагородженого Медаллю Пошани за участь у битві за Окінаву.